# Neoperla longwangshana
Neoperla longwangshana är en bäcksländeart som beskrevs av Yang, D. och C. Yang 1998. Neoperla longwangshana ingår i släktet Neoperla och familjen jättebäcksländor. Inga underarter finns listade i Catalogue of Life.